# Brzozowica (Mińsk)
Pour les articles homonymes, voir Brzozowica.
Brzozowica (prononciation : [bʐɔzɔˈvit͡sa]) est un village polonais de la gmina de Dobre dans le powiat de Mińsk de la voïvodie de Mazovie dans le centre-est de la Pologne.
Il se situe à environ 2 kilomètres au nord de Dobre (siège de la gmina), 19 kilomètres au nord-est de Mińsk Mazowiecki (siège du powiat) et à 49 kilomètres à l'est de Varsovie (capitale de la Pologne).
Le village compte approximativement une population de 1 200 habitants.

## Histoire
De 1975 à 1998, le village appartenait administrativement à la voïvodie de Siedlce.